# Aart Melis Jochemsen
Aart Melis Jochemsen (Ede, 30 januari 1911 - Utrecht, 12 februari 1958) was een Nederlandse landbouwer en verzetsstrijder in de Tweede Wereldoorlog.

## Levensloop
In zijn jeugd woonde Jochemsen in de buurtschap Manen bij Ede.
Jochemsen was eigenaar van de boerderij Wester Wetering aan de Rijksweg 31 in Ede. Tijdens de meidagen van 1940 werd de boerderij door een het Nederlandse leger platgebrand om een vrij schootsveld te hebben voor de Grebbelinie. De boerderij werd in 1941 herbouwd. In september 1944 gaf prins Bernhard de opdracht dat alle verzetsgroepen zich moesten verenigen en opgaan in de Binnenlandse Strijdkrachten. Jochemsen was een van de medeoprichters van de Edese afdeling van de Binnenlandse Strijdkrachten en maakte deel uit van de staf.
Na de door de geallieerden verloren Slag om Arnhem waren er veel Britse soldaten achtergebleven. Jochemsen was betrokken bij de opvang daarvan. Hij verbood een groep van 15 parachutisten om een Nederlandse SS'er die zij krijgsgevangen hadden gemaakt dood te schieten. Hij nam de man voor op zijn fiets naar een schaapskooi aan de Zecksteeg, waar al vier andere SS'ers door het Edese verzet gevangen werden gehouden. Later werd de man samen met vier anderen alsnog geëxecuteerd. Jochemsen nam deel aan de besluitvorming rond Operatie Pegasus I, een actie waarbij in de nacht van 22 op 23 oktober 1944 honderdveertig man, merendeels Britse parachutisten, dwars door de Duitse linies heen over de Rijn werd gezet.
Vanaf halverwege oktober functioneerde de Wester Wetering als hoofdkwartier van het Edese verzet. De boerderij beschikte over twee goede schuilplaatsen. Een gierput die was afgedekt met een hooischuur functioneerde als wapenopslag. Ook kon er met wapens worden geoefend. Onder andere Derk Wildeboer, Marten Wiegeraadt en Piet Rombout werkten vanaf de boerderij. Vanaf eind oktober vond ook de geheim agent Abraham du Bois onderdak op de boerderij.
Een maand later vond Operatie Pegasus II plaats. Deze actie liep helemaal in het honderd. De meeste deelnemers werden gepakt, verschillende van hen moesten het met de dood bekopen. Een van de deelnemers die werd aangehouden was zuster Den Hartog. Zij vertelde de Duitsers over Abraham du Bois die de actie had geleid en zijn waarschijnlijke verblijfplaats. De Sicherheitsdienst stuurde de V-Män Johnny de Droog naar de boerderij om contact te maken met Du Bois. Zodoende werd deze op 2 december 1944 aangehouden op de boerderij van Jochemsen. Jochemsen zelf had zich verborgen in een geheime schuilplaats. Op het moment van arrestatie was ook de verzetsman Henk Wildenburg aanwezig. Hij liet zich gewoon zien aan de Duitsers en deed alsof hij alleen melk kwam halen. Wildenburg werd toch gearresteerd en bracht de rest van de oorlog in gevangenschap door. Samen met Wildenburg en Du Bois werden nog een knecht en onderduiker aangehouden.
De Droog hield vol dat hij Jochemsen op het erf had zien lopen, maar het Nederlandse detachement SS'ers dat de boerderij doorzocht kon hem nergens vinden. Pas laat in de avond kon Jochemsen zijn schuilplaats verlaten en trok met zijn familie naar Renswoude. De boerderij van Jochemsen werd door de Duitsers gesloopt en op 31 december 1944 werden de restanten in brand gezet. Na de oorlog werd de boerderij voor de derde keer herbouwd. Van de Amerikaanse overheid ontving Jochemsen in 1947 de Medal of Freedom.

## Persoonlijk
Jochemsen was getrouwd met Jacobje Aartje Jochemsen (Jochemsen is haar geboortenaam).